# Thallumetus pullus
Thallumetus pullus là một loài nhện trong họ Dictynidae.
Loài này thuộc chi Thallumetus. Thallumetus pullus được Arthur Merton Chickering miêu tả năm 1952.